# 1708 Polit
Polit (asteróide 1708) é um asteróide da cintura principal com um diâmetro de 29,3 quilómetros, a 2,0458144 UA. Possui uma excentricidade de 0,3011486 e um período orbital de 1 829,42 dias (5,01 anos).
Polit tem uma velocidade orbital média de 17,40812718 km/s e uma inclinação de 6,04984º.
Este asteroide foi descoberto em 30 de Novembro de 1929 por José Comas y Solá.